# Rudy Carlier
Pour les articles homonymes, voir Carlier.
Rudy Carlier est un footballeur français né le 19 janvier 1986 à Saint-Quentin (Aisne

## Biographie
Rudy a fait toute sa préformation à l'Olympique Saint-Quentinois, et fut remarqué très jeune pour ses qualités physiques et techniques. Parti à l'AS Cannes à l'âge de 14 ans, cet attaquant de 1,81 m pour 75 kg a ensuite signé à Strasbourg, où on a pu par exemple le voir marquer un but lors de la saison 2005-2006 contre l'Olympique de Marseille, et participer à la belle campagne du RCS en Coupe de l'UEFA.
Lors de la saison 2006-2007, il a été prêté six mois au FC Gueugnon (Ligue 2), puis à Clermont, qui évolue en National.
En 2007, il est de nouveau prêté pour un an au Clermont Foot, mais juste avant la fin du mercato hivernal, il est encore prêté jusqu'à la fin de saison à un club de première  division espagnole, le Racing Ferrol. Puis lors du mercato estival 2008, Rudy Carlier est pressenti pour un nouveau prêt, et n'entre pas dans les plans de Jean-Marc Furlan, l'entraîneur du RC Strasbourg. Mais à quelques jours du début du championnat et de la première journée de Ligue 2 face à Montpellier, Jean-Marc Furlan annonce à la surprise générale qu'il avait été convaincu par l'état d'esprit de ce jeune joueur et qu'il le titulariserait même lors de la réception de Montpellier. Et lors de la troisième journée de championnat lors de la réception du SC Bastia, Carlier, qui n'était pas titulaire, entre en jeu à la 88e minute alors que son équipe se dirigeait vers son premier match nul de la saison, puisque le score était toujours de 0-0. Mais dans les arrêts de jeu, sur son premier ballon, Rudy Carlier marque le but de la victoire et enflamme la Meinau, puisqu'il s'agira de la troisième victoire en trois matchs pour le RC Strasbourg depuis le début de la saison. Puis Carlier se contente de brèves entrées en jeu jusqu'à la 15e journée et le derby sur la pelouse du FC Metz, où il sera à nouveau titulaire, profitant des performances médiocres de Kandia Traoré. Et malgré la défaite de son équipe 3 buts à 2, Rudy Carlier y a marqué des points en s'offrant un doublé.
Il sera ensuite toujours titulaire jusqu'à la trêve et le match face à Boulogne-sur-Mer, profitant entre autres des nombreuses blessures (Quentin Othon, Marcos, Mamadou Bah, Emil Gargorov, Harlington Shereni, Steven Pelé…). Au mercato 2008-2009, il fait le choix de signer à Eibar un club de premiere ligue espagnole, alors premier non relégable, pour 6 mois.
En 2009-2010, il retourne au Racing de Ferrol. En juillet 2010, il rejoint le championnat de France de National, en signant à l'Union sportive Créteil-Lusitanos après une mise à l'essai d'une semaine.
Le 26 janvier 2012, Rudy s'engage avec le FC Rouen.

## Carrière
| Saison      | Club                             | Pays    | Championnat        | Championnat | Championnat | Championnat  | Championnat  | Europe | Europe | Europe |
| Saison      | Club                             | Pays    | Division           | Matchs      | Buts        | Cartons      | Cartons      | Coupe  | Matchs | Buts   |
| ----------- | -------------------------------- | ------- | ------------------ | ----------- | ----------- | ------------ | ------------ | ------ | ------ | ------ |
| Saison      | Club                             | Pays    | Division           | Matchs      | Buts        | Carton jaune | Carton rouge | Coupe  | Matchs | Buts   |
| 2003 - 2004 | Racing C. de Strasbourg          | France  | Ligue 1            | 0           | 0           | ?            | ?            | /      | -      | -      |
| 2004 - 2005 | Racing C. de Strasbourg          | France  | Ligue 1            | 3           | 0           | ?            | ?            | /      | -      | -      |
| 2005 - 2006 | Racing C. de Strasbourg          | France  | Ligue 1            | 11          | 1           | ?            | ?            | C3     | 2      | 1      |
| 2006 - 2007 | FC Gueugnon                      | France  | Ligue 2            | 6           | 1           | ?            | ?            | /      | -      | -      |
| 2006 - 2007 | Clermont Foot                    | France  | National           | 13          | 2           | 1            | ?            | /      | -      | -      |
| 2007 - 2008 | Clermont Foot                    | France  | Ligue 2            | 10          | 1           | 2            | 1            | /      | -      | -      |
| 2007 - 2008 | Racing C. de Ferrol              | Espagne | Premiere División  | 19          | 3           | 2            | ?            | /      | -      | -      |
| 2008 - 2009 | Racing C. de Strasbourg          | France  | Ligue 2            | 15          | 3           | 2            | ?            | /      | -      | -      |
| 2008 - 2009 | SD Eibar                         | Espagne | Premiere División  | 11          | 1           | ?            | ?            | /      | -      | -      |
| 2009 - 2010 | Racing C. de Ferrol              | Espagne | Segunda División A | 29          | 8           | ?            | ?            | /      | -      | -      |
| 2010 - 2011 | Union Sportive Créteil-Lusitanos | France  | National           | 24          | 1           | 0            | 0            | /      | -      | -      |
| 2011 - 2012 | FC Rouen                         | France  | National           | 1           | 0           | 0            | 0            | /      | -      | -      |

## Palmarès
- novembre 2001 :  vainqueur du Tournoi du Val de Marne
- janvier 2002 :  finaliste de l'Aegean Cup en Turquie
- avril 2002 :  finaliste du Tournoi de Montaigu
- mai 2002 :  vainqueur du Tournoi de Salerne
- mars 2003 :  vice-champion d'Europe des moins de 17 ans
- avril 2004 : 3e de la Slovakia Cup
- mai 2005 : vainqueur de la Coupe de la Ligue avec Strasbourg
- juin 2006 : vainqueur du Festival Espoirs de Toulon
- juin 2007 : champion de National avec Clermont Foot